# 杉山幸丸
杉山 幸丸（すぎやま ゆきまる、1935年5月16日 - ）は、日本の霊長類学者、京都大学名誉教授。

## 来歴
満洲国新京生まれ。1957年、東京教育大学理学部卒業。1963年、京都大学大学院理学研究科博士課程単位満了。1966年、理学博士。京大理学部助手、同霊長類研究所助教授、教授、1996年、所長。1999年、定年退官、名誉教授。2000年、東海学園大学教授、人文学部長（-2004年）、2006年、退任。日本霊長類学会会長を務めた。

## ハヌマーンラングールの子殺し
1962年、ハヌマーンラングールの子殺しを世界で初めて発見したが、最初は異常行動であると認められなかった。杉山は、次世代個体の殺傷自体は種の繁栄のためには問題を含んでいるが、世代更新という点において可能であることを指摘し、また一雄複雌群であるから可能なのであると考察した。この業績はある種の世代更新のメカニズムを数年で発見するという快挙であった。
のちに他の霊長類やライオンなどでも発見され、子殺しの機能は社会生態学における大きなテーマとなった。杉山は自著において、社会生態学的な解釈に一歩足りなかったことを述懐している。

## 経歴
- 1935年　満洲国新京生まれ
- 1958年　東京教育大学理学部卒業
- 1963年　京都大学大学院理学研究科博士課程修了
- 1966年　京都大学理学博士。論文は「Sociological studies of Presbytis entellus 」[3]。
- 1970年　京都大学霊長類研究所助教授
- 1987年　同教授
- 1996年　同所長
- 1999年　退官

- 日本霊長類学会会長
- 国際学術誌『PRIMATES』編集長

## 著書
- ボッソウ村の人とチンパンジー 西アフリカ僻地の生態 紀伊国屋書店 1978.9
- 子殺しの行動学 霊長類社会の維持機構をさぐる 北斗出版 1980.9  のち講談社学術文庫
- 野生チンパンジーの社会 人類進化への道すじ 1981.1（講談社現代新書)
- サルを見て人間本性を探る  農山漁村文化協会 1984.1（人間選書）
- サルはなぜ群れるのか 霊長類社会のダイナミクス 1990.2（中公新書）
- アフリカは立ちあがれるか 西アフリカ自然・人間・生活探訪 はる書房 1996.7
- サルの生き方ヒトの生き方 農山漁村文化協会 1999.3（人間選書）
- 崖っぷち弱小大学物語 2004.10（中公新書ラクレ）
- 進化しすぎた日本人 2005.9（中公新書ラクレ）
- 文化の誕生 ヒトが人になる前 京都大学学術出版会 2008.12（学術選書）
- 私の歩んだ霊長類学 はる書房 2010.5

### 共著編
- 生態学研究法講座 22 動物社会研究法 坂上昭一、中村登流共著 共立出版 1977.8
- サルの百科 データハウス 1996.6（動物百科）
- 霊長類生態学 環境と行動のダイナミズム 京都大学学術出版会 2000.9
- 人とサルの違いがわかる本 知力から体力、感情力、社会力まで全部比較しました オーム社 2010.2

### 翻訳
- 人類の出現 アドリアン・コルトラント 思索社 1974
- チンパンジーは語る ユージン・リンデン 井深允子共訳 紀伊国屋書店 1978.1

## 論文
- 国立情報学研究所収録論文 国立情報学研究所

## 参考
- 著書記載の略歴